# Creugenat
 (décembre 2023).
Si vous disposez d'ouvrages ou d'articles de référence ou si vous connaissez des sites web de qualité traitant du thème abordé ici, merci de compléter l'article en donnant les références utiles à sa vérifiabilité et en les liant à la section « Notes et références ».
Le Creugenat ou Creux-Genat est un gouffre émissif situé sur la localité de Chevenez dans la commune de Haute-Ajoie (canton du Jura) en Suisse, qui se met en crue lorsque les précipitations sont suffisamment importantes.
Par son débordement il donne naissance à une rivière temporaire, le Creugenat. Les émissions sont en général de l'ordre de 4 à plus de 10 par année, elles peuvent durer de quelques heures à 8 à 10 jours, avec un débit pouvant atteindre 15 à 20 m3/s. Les eaux suivent la plaine de Courtedoux et se jettent dans l'Allaine à Porrentruy.

## Historique
L'année 2011 aura été particulière. De janvier à décembre il n'y a pas eu de crue. Depuis le 15 octobre 2012 au 18 mai 2013 on a pu observer pas moins de vingt crues.
L'eau qui sort du gouffre provient du drainage naturel du bassin versant d'une partie de la Haute-Ajoie et du plateau de Bure. Ces eaux forment la rivière souterraine appelée l'Ajoulote, on peut la visiter déjà en descendant dans le gouffre du Creux-des-Prés, long de 659 mètres, 1,5 km en amont  Elle donne naissance à la source de la Beuchire à Porrentruy et ses collatérales la Favergeate, la Chaumont, les Graviers, etc.

## Toponymie
Les croyances populaires racontent que le nom Creugenat vient du franc-comtois (couramment appelé patois jurassien) et signifie creux des sorcières (« Creû dè Djenâtches »). Récemment, à la suite de nombreuses observations et bien des recherches en archives, on en conclut que le terme Creugenat ne veut pas dire « trou des sorcières », mais vient plutôt du patois « creûjenat », qui veut dire petit creux ou mieux encore, en fonction des résultats des observations faites ces dernières années, du verbe « creûjenaie », creuser[réf. nécessaire]. Les vestiges d'un important mur de retenue sont visibles dans l'estavelle. Le nom de Creugenat ou Creux-Genat ne viendrait pas des sorcières comme le veut la légende, mais plutôt des terrassiers.

## Exploration
Faisant fi de toutes les croyances qui entourent le Creugenat, même encore actuellement, les équipiers Koby, Perronne et Gusy mirent sur pied une expédition incroyable pour l'époque. Plonger en scaphandre à casque dans les galeries noyées de l'Ajoulotte. Des tentatives avaient déjà eu lieu en France, certaines avec les drames que l'on connaît.
Du 26 décembre 1933 au 5 janvier 1934, des perforatrices furent à l'œuvre pour élargir l'orifice sous le niveau du miroir d'eau.
Les explorations furent menées par les scaphandriers de l'entreprise Losinger, Messieurs Spengler et Scherrer de Zurich. Le 4 et 5 mai 1934, ils explorèrent en plongée environ soixante mètres. Les anfractuosités de la roche leurs posant de sérieux problèmes pour traîner leurs tuyaux d'alimentation en air eurent raison de leur courage. Exploits incroyables pour l'époque, de surcroît avec ce type d'équipement. Devant les risques importants qu'encourraient les hommes durant les plongées, il fut décidé de vider la caverne avec une pompe. Mettant à profit une sécheresse de quatre mois, une entreprise de Delémont fut chargée de cette opération.
Le 19 juillet 1934, quelle ne fut pas la surprise des habitants de Porrentruy. La Beuchire était à sec. Il en fut de même pour les autres sources excepté le Betteraz. L'origine des sources du chef-lieu était confirmée. Pendant ce temps les explorateurs réalisaient leurs observations à pied sec pour ainsi dire.
En 1973, Gérard Domon, président du Groupe Spéléo de Porrentruy (GSP), riche des informations du docteur Albert Perronne, reprend les explorations. Il franchit le terminus de 1934 en plongée autonome le 14 septembre 1974. À la fin de l'année du 26 au 31 décembre, avec des renforts, les actions conjuguées du groupe local le GSP, du Groupe lémanique de plongée souterraine mené par Cyrille Brandt et celui de la Société spéléologique de Genève avec André Pahud, plus de deux kilomètres de galeries sont explorées et topographiées. Le terminus bute sur la faille avec rejet de la combe de Varu, à l'ouest, qui forme une trémie difficile à franchir. La suite des galeries se situant de l'autre côté du coteau de Varu, sous le plateau de Villemiclave, contourner cet obstacle est nécessaire pour continuer l'exploration.
En 2000, le Club Spéléo de Porrentruy réitère l'opération de 1934 avec des moyens modernes. La galerie est vidée de son eau jusqu'au terminus de 1934, la galerie ainsi vidée a permis de parfaire les observations réalisées par Perronne, Gusy et Koby en 1934.
Depuis 2003 il n'y a plus eu d'exploration au terminus, la plongée dite en fond trou n'a plus la cote. Ces dernières années quelques groupes de plongeurs ont visité les premières galeries noyées et une équipe menée par Émilien Boisson et Christophe Meyer a notamment topographié à nouveau la zone des siphons d'entrée.